# Balmenstock
Balmenstock är en bergstopp i Schweiz. Den ligger i kantonen Uri, i den centrala delen av landet, 90 km öster om huvudstaden Bern. Toppen på Balmenstock är 2 454 meter över havet.